# 歯科基礎医学会
一般社団法人歯科基礎医学会（しかきそいがくかい）は、日本における歯学の基礎分野を担う諸分野の総合学会である。基礎歯学系のため、歯科医師はもとより医師、薬剤師や理学、農学、理学出身者の研究者が所属している。英語名は Japanese Association for Oral Biology である。日本歯科医学会の専門分科会。
本学会は、基礎歯学分野に従事している研究者が所属しているが、本学会はあくまで基礎系の総合的な学会である。そのため、本学会をベースにするのではなく他の基礎専門分野学会に所属し、年1回の基礎歯科医学会総会に参加し、他基礎専門分野の活動を学ぶことが多い。なお、総会時には各基礎専門分野の会合がとり行われるのが恒例となっている。

## 概要
- 基礎歯学分野
  - 口腔解剖学
  - 口腔生理学
  - 歯科薬理学
  - 口腔微生物学（口腔細菌学）
  - 口腔生化学（口腔医化学）
  - 歯科理工学（歯科生体材料学）

- 歯科医学に関する基礎歯学分野の相互研究の場を提供する。

2012年9月30日現在会員数2,328名、2013年現在、理事長は大浦清。

## 総会
- 年1回

## 学会誌
- （2004年から）Journal of Oral Biosciences 年4回発行 ISSN 1349-0079
- （2003年まで）「基礎歯科医学雑誌」

## 専門医認定
- なし

## 大会など
| 年     | 月日              | 名称                               | 会頭       | 会場                                        | テーマ                                                                                    | 参加者数  | 備考                                         |
| ------ | ----------------- | ---------------------------------- | ---------- | ------------------------------------------- | ----------------------------------------------------------------------------------------- | --------- | -------------------------------------------- |
| 2003年 | 9月18日 - 19日    | 第45回歯科基礎医学会学術大会・総会 | 名和橙黄雄 | ホテルメトロポリタン盛岡 盛岡市民文化ホール |                                                                                           |           | 第42回日本歯科理工学会秋期学術講演会共同開催 |
| 2004年 | 9月23日 - 25日    | 第46回歯科基礎医学会学術大会・総会 | 土肥敏博   | 広島国際会議場                              | 新たなる発想，大いなる挑戦，輝かしい発展                                                  |           | [ 6 ]                                        |
| 2005年 | 9月29日 - 30日    | 第47回歯科基礎医学会学術大会・総会 | 篠田壽     | 仙台国際センター                            |                                                                                           |           | [ 7 ]                                        |
| 2006年 | 9月22日 - 23日    | 第48回歯科基礎医学会学術大会・総会 | 川崎堅三   | 鶴見大学                                    | 歯科医学におけるトランスレーショナルリサーチの展開                                        |           | [ 8 ]                                        |
| 2007年 | 8月30日 - 31日    | 第49回歯科基礎医学会学術大会・総会 | 脇田稔     | 北海道大学                                  | 歯科基礎医学におけるフロンティアスピリット--口腔から全身へ、そして口腔へ--                |           | [ 9 ] [ 10 ] [ 11 ]                          |
| 2008年 | 9月23日 - 25日    | 第50回歯科基礎医学会学術大会・総会 | 立川哲彦   | TOC有明他                                   | 歯科基礎医学が発信する２１世紀のオーラルバイオサイエンス 副題：エビデンスの集積から統合へ | 約1,500名 | [ 12 ] [ 13 ]                                |
| 2009年 | 9月9日 - 11日     | 第51回歯科基礎医学会学術大会・総会 | 前田健康   | 朱鷺メッセ                                  | 次世代をめざした歯科基礎医学の発展、そして未来への架け橋                                  | 約800名   | [ 14 ] [ 15 ] [ 16 ]                         |
| 2010年 | 9月20日 - 22日    | 第52回歯科基礎医学会学術大会・総会 | 牧村正治   | タワーホール船堀                            | 育てよう新たな歯科基礎医学                                                                |           | [ 17 ]                                       |
| 2011年 | 9月30日 - 10月2日 | 第53回歯科基礎医学会学術大会・総会 | 竹内宏     | 長良川国際会議場                            | 世界にさきがける口腔の基礎医学                                                            |           | [ 18 ] [ 19 ]                                |
| 2012年 | 9月14日 - 16日    | 第54回歯科基礎医学会学術大会・総会 | 清浦有祐   | 奥羽大学記念講堂                            | オーラルバイオサイエンスの明日を目指して                                                  |           | [ 20 ] [ 21 ]                                |
| 2013年 | 9月20日 - 22日    | 第55回歯科基礎医学会学術大会・総会 | 滝川正春   | 岡山コンベンションセンター                  |                                                                                           |           | [ 22 ]                                       |
| 2014年 | 9月25日 - 27日    | 第56回歯科基礎医学会学術大会・総会 | 岡部幸司   | 福岡国際会議場                              | 口腔から全身への架け橋、口腔基礎医学の展開                                                |           | [ 23 ]                                       |
| 2015年 | 9月11日 - 13日    | 第57回歯科基礎医学会学術大会・総会 | 影山幾男   | 朱鷺メッセ                                  | これからの若手研究者に送るメッセージ ─自利利他─                                           |           | [ 24 ]                                       |

## 加盟団体
- 日本歯科医学会
- 日本歯学系学会協議会

## 学会賞
- 歯科基礎医学会学会賞[1]
- 歯科基礎医学会ライオン学術賞[1]
- 歯科基礎医学会優秀ポスター発表賞[1]

## 入会
- 正会員　　入会金1,000円、年会費（4月 - 3月）10,000円
- 学生会員  入会金　1,000円、年会費（4月 - 3月）5,000円

## 関連事項
- 歯学／医学
- 歯科医師
- 学会